# كاسيل (فرنسا)
كاسيل. (بالفرنسية: Cassel (Nord))‏، هي بلدية في فرنسا تقع في إقليم نور (Nord)، منطقة أوت-دو-فرانس (Hauts-de-France) .

## معرض الصور

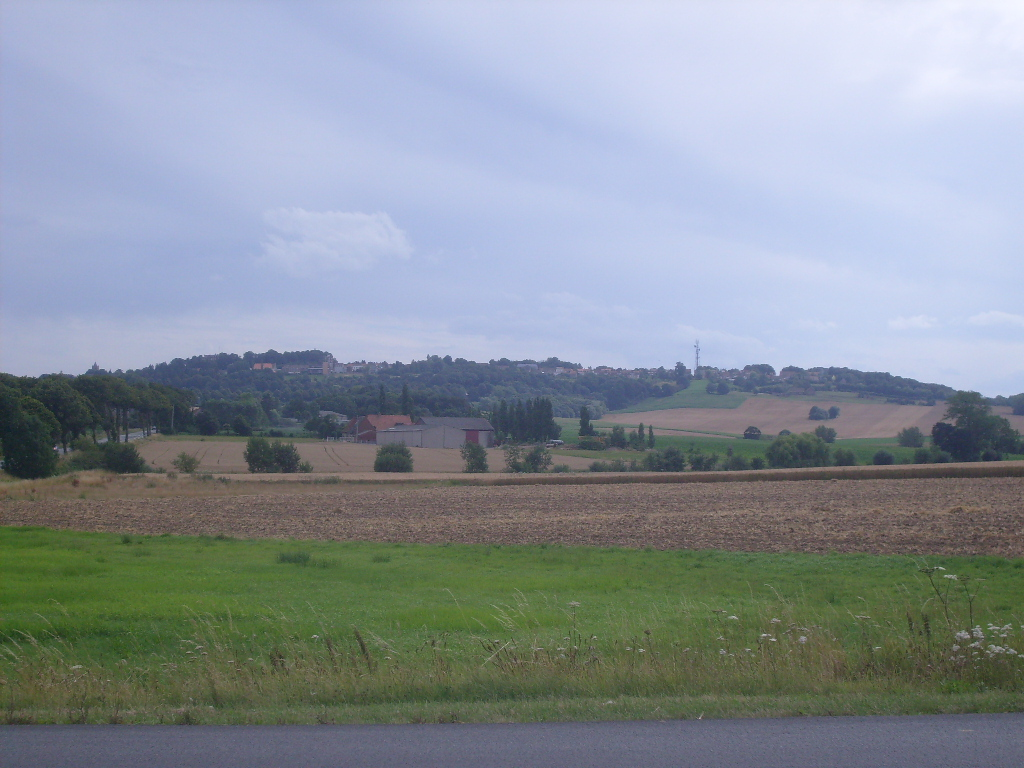
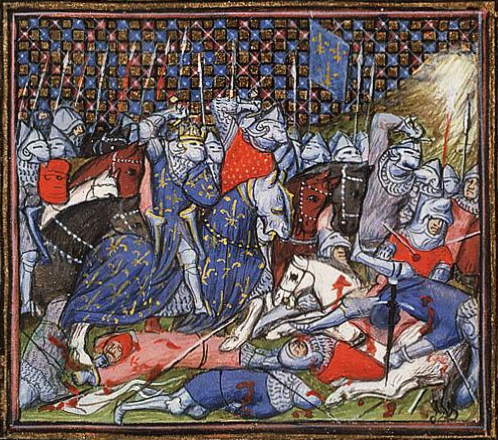
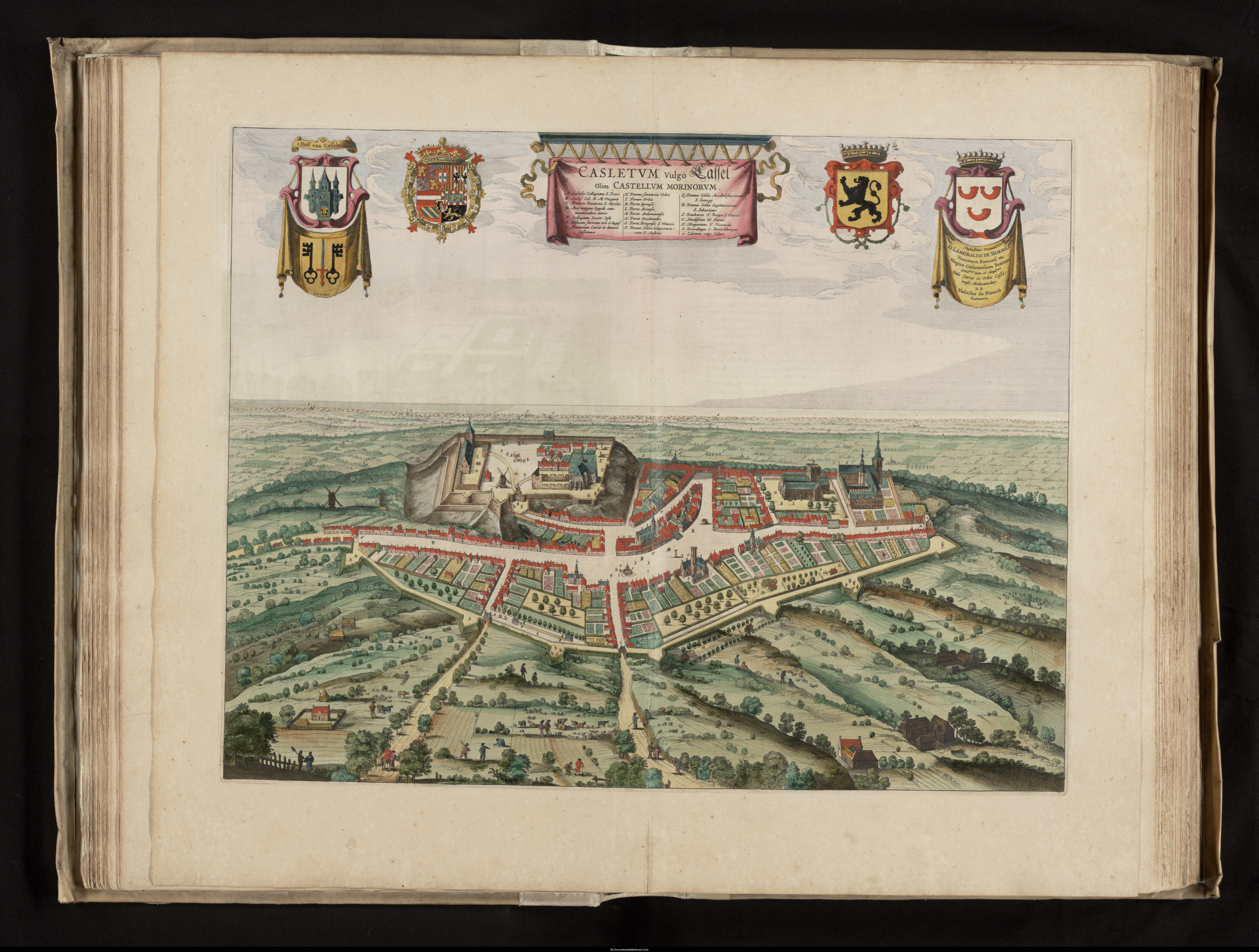
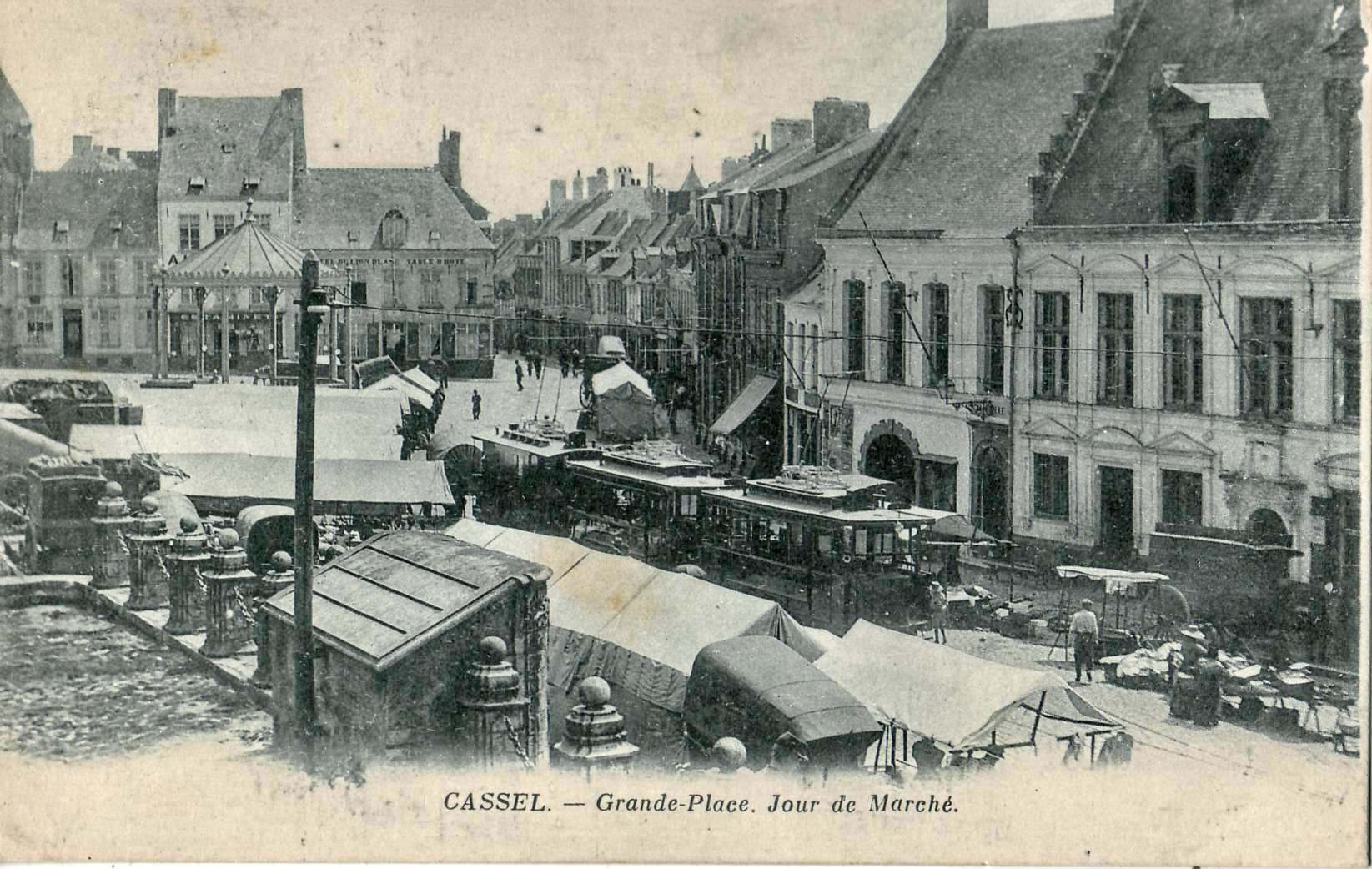
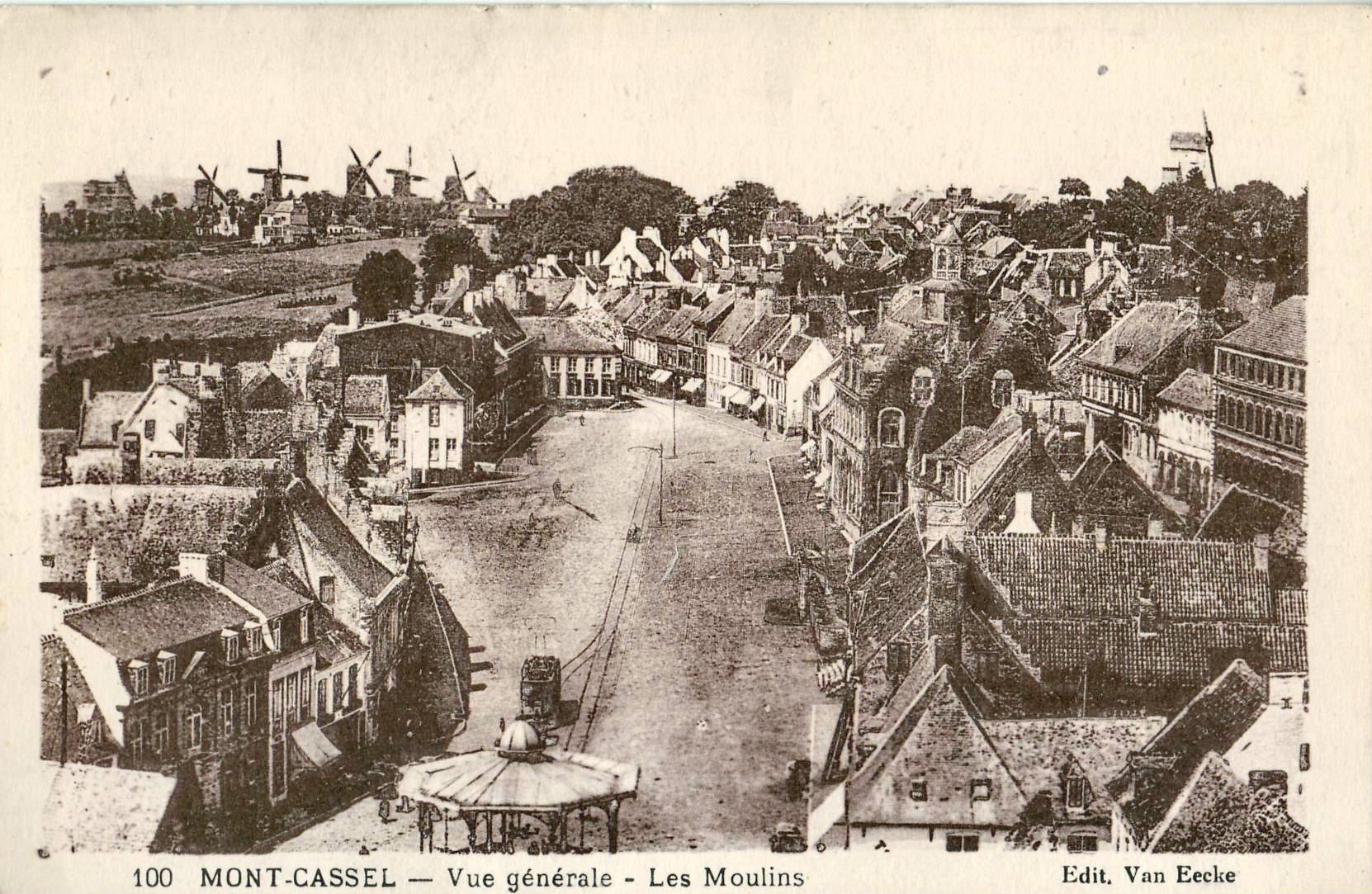
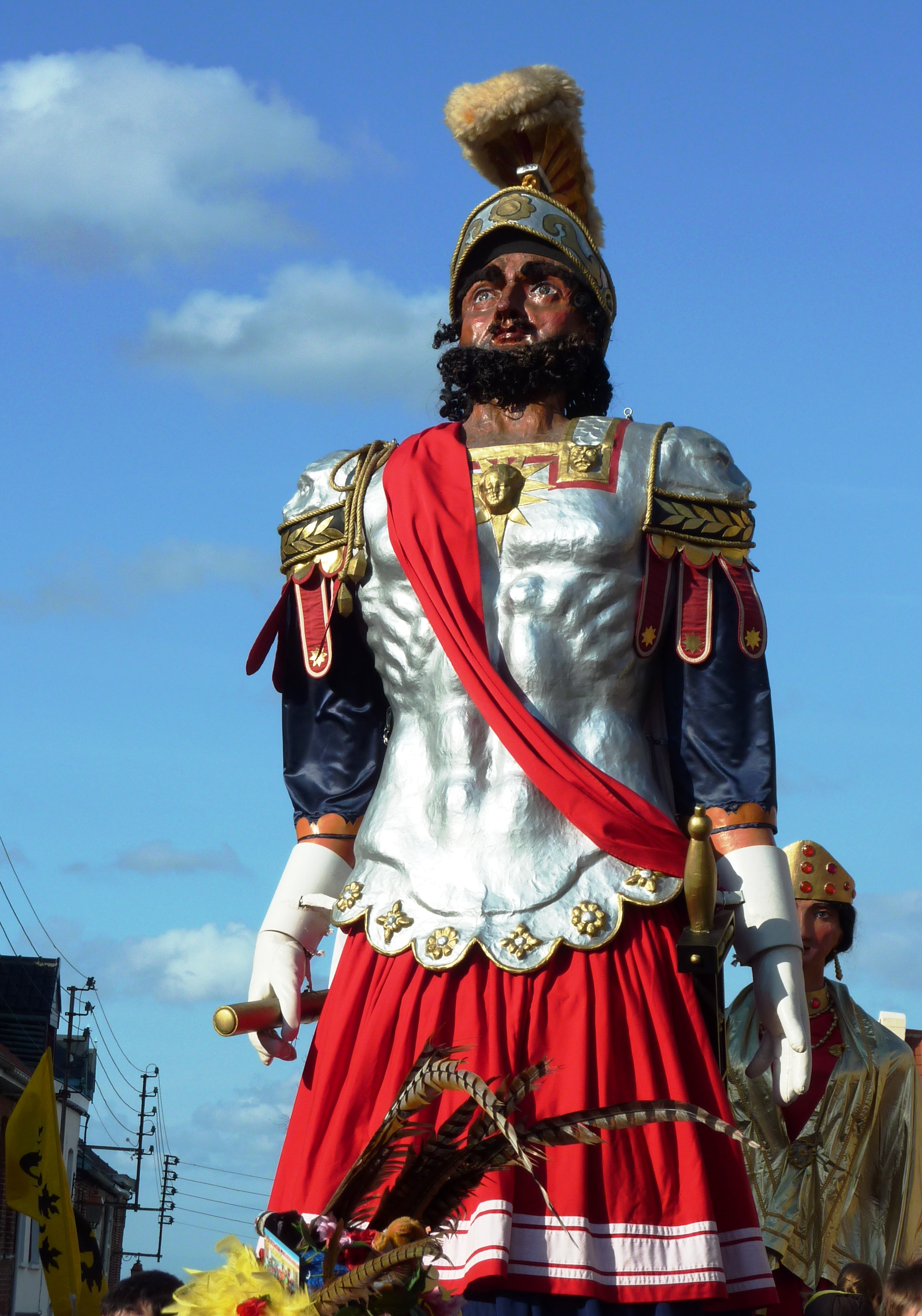

## أعلام
- أرنولف الثالث، كونت فلاندرز